# 中国人民武装警察部队西藏自治区总队
中国人民武装警察部队西藏自治区总队，简称武警西藏总队，是中国人民武装警察部队的省级总队，是隶属于武警总部的正军级单位。其主要执行治安维持、民防警卫、处突维稳等任务。

## 沿革
武警西藏总队前身为中国人民解放军第二野战军14军126团和18军161团。1983年组建为中国人民武装警察部队西藏自治区总队，2018年1月调整为新的西藏总队。1995年5月升格为副军级，在2018年1月升为正军级。
曾参与2015年4月尼泊尔地震中国境内灾区救灾、西藏自治区成立50周年庆祝大会安保、2017年米林地震抢险、2018年拉萨市当雄县纳木湖乡雪灾、日喀则市江孜水库溃坝抢险和昌都市江达县金沙江堰塞湖、林芝市米林县雅鲁藏布江堰塞湖抢险、2025年西藏定日地震抢险等任务。

## 编制
武警西藏总队下辖10个武警支队：
- 林芝支队
- 拉萨支队
- 日喀则支队
- 山南支队
- 昌都支队
- 那曲支队
- 阿里支队
- 机动第一支队（驻拉萨）
- 机动第二支队（驻昌都）
- 机动第三支队（驻昌都市卡若区）
- 中國人民武裝警察部隊西藏區域訓練基地
- 中国人民武装警察部队西藏自治区总队医院

## 历任领导
司令员
- 刘国荣（2017年6月—2020年1月）
- 李广泉（2020年1月—）[5]

政治委员
- 邹建雄[6]（2017年6月—）